# Windows Driver Model
Windows Driver Model (WDM) -  är ett ramverk för drivrutiner som introducerades med Windows 98 och Windows 2000 för att ersätta VxD som användes i tidigare versioner av operativsystemet Windows, som till exempel Windows 95 och Windows 3.1.